# Новая Заря (Белинский район)
Новая Заря — посёлок в Белинском районе Пензенской области России. Входит в состав Козловского сельсовета.

## География
Расположена в 6 км к юго-западу от села Козловка.

## Население
| 2010 |
| ---- |
| 0    |

## История
Основан в 1929 г. переселенцами из с. Пичёвки как сельхозартель. Входил в состав Пичевского сельсовета, потом Чернышевского. Отделение колхоза «Искра».